# FDP-Bundesparteitag 1990
Koordinaten: 49° 25′ 2,8″ N, 11° 6′ 47,6″ O

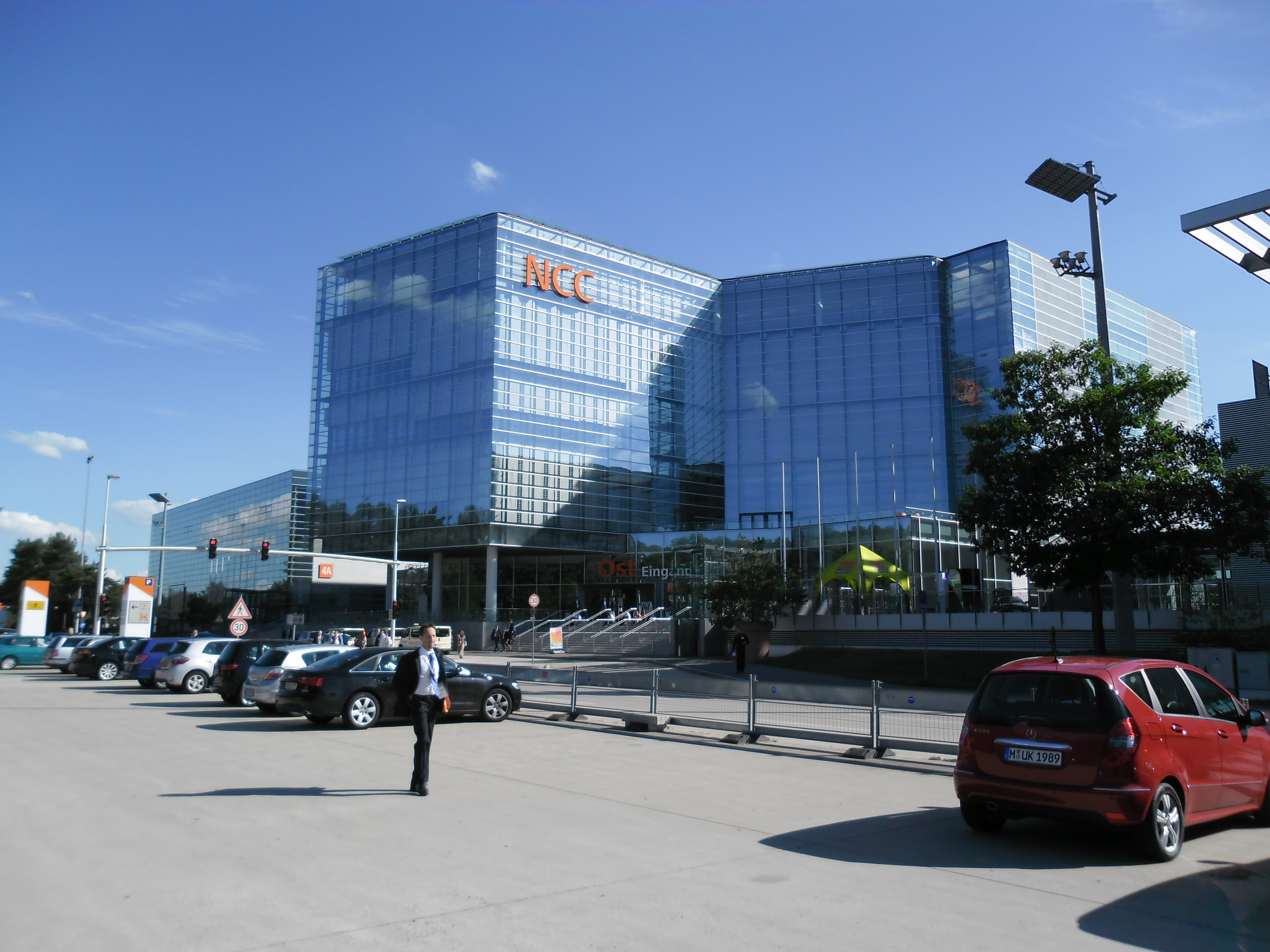
CCN CongressCenter Nürnberg mit Frankenhalle

Den Bundesparteitag der FDP 1990 hielt die Freie Demokratische Partei (FDP) vom 29. bis 30. September 1990 in Nürnberg ab. Es handelte sich um den 41. ordentlichen Bundesparteitag der FDP in der Bundesrepublik Deutschland. 

## Verlauf und Beschlüsse
Es handelte sich nur etwa eineinhalb Monate nach dem Vereinigungsparteitag in Hannover am 11. und 12. August 1990 um den ersten „gesamtdeutschen“ Bundesparteitag der FDP, der nur wenige Tage vor der Wiedervereinigung Deutschlands stattfand.
Auf dem Parteitag wurde eine Koalitionsaussage zugunsten der Unionsparteien CDU/CSU getroffen und das Programm zur Bundestagswahl am 2. Dezember 1990 verabschiedet. Außerdem wurde das Eintreten für eine Fristenregelung bei Schwangerschaftsabbruch, einen Rechtsanspruch auf Kindergartenplätze und die ersatzlose Streichung des § 175 (Homosexualität) aus dem Strafgesetzbuch beschlossen.